# Сусіди (фільм, 1920)
Сусіди (англ. Neighbors) — американська німа кінокомедія Бастера Кітона 1920 року.

## Сюжет
Історія Ромео і Джульєтти, обіграна в двох розділених парканом багатоквартирних будинках, де живуть ворогуючі сім'ї Бастера і Вірджинії.

## У ролях
- Бастер Кітон — хлопець
- Вірджинія Фокс — дівчина
- Джо Робертс — її батько
- Джо Кітон — його балько
- Едвард Ф. Клайн — поліцейський
- Джек Даффі — суддя